# ジークフリート (ルクセンブルク伯)
ルクセンブルク伯ジークフリートまたはジークフロイト（Siegfried, 922年頃 - 998年10月28日）は、アルデンヌ伯および初代のルクセンブルクの統治者（在位：963年 - 998年）。トリーアの聖マクシミン修道院およびエヒタナハの聖ウィリブロルド修道院の代弁人（Advocatus）であった。ジークフリートはビドガウ伯ヴィゲリヒと西フランク王ルイ2世の孫クニグンデとの息子とされている。またルクセンブルク系アルデンヌ家の始祖である。

## 生涯
ジークフリートは父より相続した領地が上ロートリンゲンにあった。その所領の範囲についてははっきりしていない。958年に、ベネディクト会のスタヴロ修道院近くのボドゥー地域にあったヴェルナー伯の所領を手に入れたとみられる。しかし、スタヴロ修道院長ヴェリンフリートは野心的なジークフリートが近くの領地を所有することを快く思わず、959年に自身でボドゥー村を手に入れた。
マース川流域まで領土を広げようとしたジークフリートの野心は不成功に終わり、モーゼル川流域まで支配を広げていた強大なトリーアやメッツ司教との対立を避け、アルゼットの方に関心を向けるようになった。
10世紀半ば、ジークフリートは「Lucilinburhuc」といわれた岩の多い地域を手に入れ、フラン近くの領地と引き換えにトリーアの聖マクシミン修道院から川の使用権も手に入れた。この交換は987年までに行われた。含まれる領地自体は小さかったが、その取引の成果は大きく、その文書にはケルン大司教ブルーノ、トリーア大司教ハインリヒおよびジークフリートの兄弟上ロートリンゲン公フリードリヒ1世の封蝋が見られる。
963年、ジークフリートは本拠地となる「castellum Lucilinburhuc（ルクセンブルク城）」を、発展しつつあった街の近くに建設した。これは既存の建物の改修であった可能性もある。ジークフリートは、修道院や皇帝の領地を避けつつ、その領土を次第に西側に広げていった。
ジークフリートは「伯」を名乗ったが、「ルクセンブルク伯」の位が用いられるようになったのは150年後のヴィルヘルムの時代である。
ジークフリートは皇帝の家臣であり続け、983年にオットー2世が死去した際には、皇后テオファヌの味方として西フランク王ロテールと争った。

## 子女
950年頃、ノルトガウ伯エーバーハルト4世の娘ヘートヴィヒ（937年 - 992年）と結婚し、以下の子女をもうけた。
- ハインリヒ1世（960年 - 1026年） - ルクセンブルク伯、バイエルン公（5世）
- ジークフリート
- ギゼルベルト（? - 1004年） - モーゼルガウ伯
- フリードリヒ1世（965年 - 1019年） - モーゼルガウ伯。グライベルク伯ヘリベルト1世とエルメントルートとの娘エルメントルーデと結婚。ハインリヒ2世、下ロートリンゲン公フリードリヒ、ギゼルベルトらの父。
- ディートリヒ2世（? - 1046年） - メッツ司教（1006年 - 1047年）
- アダルベロ3世（? - 1036/7年） - トリーア大司教
- クニグンデ（975年頃 - 1040年） - 皇帝ハインリヒ2世の皇后
- エーファー - メッツ伯ジェラール3世と結婚
- エルメントルーデ - 女子修道院長
- リウトガルト - ホラント伯アルヌルフと結婚
- 娘 - ティートマール伯と結婚